# Werewolves
Društvo za ameriški nogomet Werewolves je bilo ustanovljeno 6. februarja 2009 s sedežem v Slovenski Bistrici. 

## Državno prvenstvo
Državno prvenstvo v ameriškem nogometu deluje pod okriljem Zveze za ameriški nogomet Slovenije.
Sezona 2009/2010

## Ostala slovenska moštva
- Ljubljana Silverhawks
- Maribor Generals
- Gold Diggers
- Alp Devils